# Sphaerius politus
Sphaerius politus är en skalbaggsart som beskrevs av Horn 1868. Sphaerius politus ingår i släktet Sphaerius och familjen strandsandbaggar. Inga underarter finns listade i Catalogue of Life.